# Бичак, Иржи
Иржи Бичак (чеш. Jiří Bičák, 7 января 1942[…], Прага[…] — 26 января 2024) — чешский физик. Окончил факультет математики и физики Карлова университета. С 1964 года работал на кафедре теоретической физики, а затем в Институте теоретической физики (ИТФ) факультета математики и физики Карлова университета, который также возглавлял в 1986—2003 годах. Он занимался космологией, общей теорией относительности, астрофизикой, историей и философией физики XX века. Входил в число учредителей Учёного общества Чехии (1994 г.), в 2014—2016 гг. был его председателем. Его профессиональная жизнь включала исследования, лекции, организацию семинаров и т. д. в университетах Европы, США, Канады, Израиля, Австралии, Японии, Индии и Южной Африки. Он опубликовал более 140 профессиональных статей в престижных профессиональных СМИ мира. Он был лауреатом ряда чешских и международных наград.

## Биография

### Ранние годы и образование
Иржи родился 7 января 1942 года в пражском районе Винограды. В 1948 году он начал ходить в первый класс, где преподавали религиозные сёстры, здесь же он столкнулся с изучением английского языка. Через год школу упразднили. При поддержке родителей он брал частные уроки английского языка и научился играть на скрипке. Его детской мечтой было стать путешественником.
Во время учёбы в средней школе он часто проводил вечера, посещая лекции по математике, физике или химии. Лекции специалистов университета проходили в рамках «народных университетов». Его интересовали культура, спорт и искусство. Его дядя владел обширной библиотекой, и здесь Иржи познакомился с книгами английского врача Дж. Арчибальда Кронина о врачах. Он решил стать врачом и «спасать» жизни людей.
Во второй половине 1950-х годов, во время учёбы в гимназии, он играл на гитаре и скрипке в группе «Спутницы», где познакомился с Карелом Главатым, впоследствии ставшим химиком. Они также вместе играли классическую музыку, а также принимали участие в математических олимпиадах. Иржи вошёл в число победителей национальных туров — так называли первую двадцатку национальных математиков. Его интерес к теоретической физике был пробуждён книгой Альберта Эйнштейна «Как я вижу мир». После окончания средней школы в 1959 году он изучал теоретическую физику на факультете математики и физики Карлова университета в 1964 году. В 1968 году ему было присвоено звание доктор естественных наук и кандидат наук или доктор философии. В 1982 году он защитил доцента, а через год — звание доктора наук. С 1992 года Бичак — профессор теоретической физики.
После окончания учёбы он женился на своей однокласснице Яне. У них родились две дочери: Йитка Вокруглицкая-Бичакова, ставшая врачом, и младшая Алёна.

### Научная карьера
После окончания университета в 1964 году он посвятил всю свою жизнь общей теории относительности, астрофизике, космологии, а также истории физики. В 1971 году он провёл шесть месяцев в Калифорнийском технологическом институте. Здесь он познакомился с американским физиком Ричардом Фейнманом.
Он стал видным учёным в 1967 году. В профессиональном мире была решена проблема существования гравитационных волн, и Иржи Бичак в своей работе доказал, что «некоторые точные решения уравнений Эйнштейна» можно интерпретировать как гравитационные волны. Его пригласили читать лекции в Лондоне, где он встретился с ведущими физиками того времени, в том числе со Стивеном Хокингом. К его чешскому изданию «Краткой истории времени» в 1988 году Бичак написал послесловие: «Кратко о Стивене Хокинге и его взгляде на мир». Он также дополнил своими послесловиями другие переводы мировых физиков, например, работу Мартина Риса 2003 года «Наша необыкновенная вселенная».
Сэр Мартин Рис, британский королевский астроном, пригласил его читать лекции в Кембриджском университете в конце 1970-х годов. В 1970 году Иржи Бичак отправился на полгода в Калифорнийский технологический институт, где написал диссертацию по гравитационному коллапсу. Однако он не получил продления срока своего пребывания от чехословацкого правительства и был вынужден вернуться домой.
Иржи Бичак опубликовал около 140 оригинальных научных работ в престижных профессиональных журналах и книжных изданиях. Его работы цитировали, например, индийский физик Чандрасекхара Венката Раман — лауреат Нобелевской премии, американский физик-теоретик Кип Торн или физик-теоретик, астрофизик и космолог Игорь Дмитриевич Новиков.
В 1986 году он стал заведующим кафедрой теоретической физики факультета математики и физики Карлова университета, а затем также директором недавно созданного Института теоретической физики. Иржи Бичак читал лекции на многих важных мировых площадках, а с 1990 года регулярно сотрудничал с Астрономическим институтом Кембриджского университета. В 1982 году работал в Институте физики и астрофизики Макса Планка в Гархинге в Германии — регулярное сотрудничество продолжалось до 1995 года. В период с 1994 по 1996 год он сотрудничал с американским Университетом штата Юта. С 1995 года началось сотрудничество с Институтом Альберта Эйнштейна (Институт гравитационной физики Макса Планка) в Гольме/Потсдаме, Германия.

## Членство в международных организациях
С 1970-х годов он был членом и занимал различные должности в отдельных международных организациях и компаниях. Он активно работал в Международном обществе общей теории относительности и гравитации (в 1980—1989 и 1995—2004 годах избирался членом руководящего комитета), а также, например, членом Международного астрономического союза, членом Европейского физического общества; он был избран членом Комиссии по астрофизике Международного союза теоретической и прикладной физики (IUPAP) или Европейской академии наук и искусств, Зальцбург-Вена, он также был избран членом Королевского астрономического общества в Лондоне.
В 2001 году он был избран действительным членом Европейской академии в Лондоне, членом Совета Объединённой секции «Гравитационная физика» Европейского физического общества и Европейского астрономического общества и др.

## Значительные награды
Философ пытается смотреть на мир как орёл, который летает высоко и видит многие вещи глобально. Физик больше похож на собаку, которая бегает по земле и исследует вещи, пригодные для более глубокого размышления.
За свою деятельность Бичак получил множество наград и признаний:
- 1973 — Медаль Коперника, Чехословацкое астрономическое общество[укр.]
- 1977 — Почётное упоминание, Фонд исследований гравитации, Массачусетс, США
- 1981 — Медаль Больцано, Чехословацкое математическое общество
- 1987 — Медаль секции физики Союза чехословацких математиков и физиков
- 2000 — Почётный приглашённый астроном Саклера, Кембриджский университет[6]
- 2007 — В честь Бичака назван астероид 55844 Bičák[7]
- 2016 — Член Американского физического общества[9]
- 2017 — Премия Франтишека Нушла, высшая награда Чешского астрономического общества[укр.]

## Увлечения
Иржи Бичак вдохновлялся Эйнштейном не только в своей профессиональной жизни. Он также участвовал в подготовке книги «Эйнштейн и Прага» (чеш. Einstein a Praha). Она была опубликована Союзом чехословацких математиков и физиков к 100-летию со дня рождения Эйнштейна. Бичак также собрал ценную коллекцию книг о своём образце для подражания. Общий интерес к игре на скрипке, вероятно, просто совпадение.
В одном из интервью он заявил, что музыка придаёт ему энергии и улучшает настроение, он часто слушает её дома во время работы. Изобразительное искусство также было ему близко. В детстве он любил рисовать, и в домашней библиотеке можно было найти множество публикаций по живописи и монографий. Ему нравились идеи Отокара Бржезины, и он часто вспоминал их. В детстве он читал его стихи. Их содержание было непонятным и загадочным для маленького мальчика.
Вместе с дочерью Алёной они перевели автобиографию американского физика и популяризатора науки Джорджа Гамова (известен по книге «Мистер Томпкинс в стране чудес»). Биографию Гамова можно использовать как краткую историю физики первой половины XX века. Автор знакомит читателя с его юмором, жизненным путём и встречами с рядом выдающихся физиков. На чешском языке книга вышла под названием: Moje svetocharia: Neformální autobiografie.